# Superliga 1999-2000
La Superliga 1999-2000 è stata la 9ª edizione del massimo campionato russo di pallacanestro maschile. La vittoria finale è stata ad appannaggio del CSKA Mosca.

## Risultati

### Stagione regolare

#### Prima fase

##### Occidente
|     | Squadra              | G  | V  | P  | PF   | PS   | Pt. | Qualificazione              |
| --- | -------------------- | -- | -- | -- | ---- | ---- | --- | --------------------------- |
| 1.  | CSKA Mosca           | 18 | 18 | 0  | 95,6 | 67,9 | 36  | alla seconda fase, gruppo A |
| 2.  | Lokomotiv Kazan'     | 18 | 12 | 6  | 91,2 | 82,5 | 30  | alla seconda fase, gruppo A |
| 3.  | Samara               | 18 | 11 | 7  | 70,4 | 73,6 | 29  | alla seconda fase, gruppo A |
| 4.  | Lokomotiv Kuban'     | 18 | 11 | 7  | 85,4 | 77,3 | 29  | alla seconda fase, gruppo A |
| 5.  | Avtodor Saratov      | 18 | 11 | 7  | 80,1 | 76,5 | 29  | alla seconda fase, gruppo B |
| 6.  | Sptk. S. Pietroburgo | 18 | 9  | 9  | 78,6 | 77,1 | 27  | alla seconda fase, gruppo B |
| 7.  | Chimki               | 18 | 9  | 9  | 78,3 | 82,4 | 27  | alla seconda fase, gruppo B |
| 8.  | Arsenal Tula         | 18 | 4  | 14 | 70,2 | 82,8 | 22  | alla seconda fase, gruppo B |
| 9.  | Dinamo Mosca         | 18 | 4  | 14 | 77,7 | 89,9 | 22  | alla seconda fase, gruppo V |
| 10. | Spartak Mosca        | 18 | 1  | 17 | 71,7 | 89,2 | 19  | alla seconda fase, gruppo V |

##### Oriente
|    | Squadra            | G  | V  | P  | PF   | PS   | Pt. | Qualificazione              |
| -- | ------------------ | -- | -- | -- | ---- | ---- | --- | --------------------------- |
| 1. | Ural Great Perm'   | 16 | 13 | 3  | 91,2 | 70,7 | 29  | alla seconda fase, gruppo A |
| 2. | Šachtër Irkutsk    | 16 | 11 | 5  | 92,3 | 78,8 | 27  | alla seconda fase, gruppo A |
| 3. | Kredo Universitet  | 16 | 10 | 6  | 80,6 | 78,9 | 26  | alla seconda fase, gruppo A |
| 4. | Lok. Novosibirsk   | 16 | 9  | 7  | 80,7 | 80,5 | 25  | alla seconda fase, gruppo A |
| 5. | Ural Ekaterinburg  | 16 | 8  | 8  | 85,8 | 88,5 | 24  | alla seconda fase, gruppo B |
| 6. | Enisey Krasnojarsk | 16 | 6  | 10 | 80,6 | 84,5 | 22  | alla seconda fase, gruppo B |
| 7. | Sacha Jakutsk      | 16 | 6  | 10 | 77,8 | 81,9 | 22  | alla seconda fase, gruppo B |
| 8. | Universal Tomsk    | 16 | 5  | 11 | 79,8 | 93,0 | 21  | alla seconda fase, gruppo B |
| 9. | Staryj Sobol'      | 16 | 4  | 12 | 68,3 | 80,3 | 20  | alla seconda fase, gruppo V |

#### Seconda fase

##### Gruppo A
|    | Squadra           | G  | V  | P  | PF   | PS   | Pt. | Qualificazione            |
| -- | ----------------- | -- | -- | -- | ---- | ---- | --- | ------------------------- |
| 1. | CSKA Mosca        | 14 | 13 | 1  | 91,4 | 69,4 | 27  | alla terza fase, gruppo G |
| 2. | Ural Great Perm'  | 14 | 9  | 5  | 80,6 | 70,1 | 23  | alla terza fase, gruppo G |
| 3. | Lokomotiv Kazan'  | 14 | 8  | 6  | 87,4 | 81,8 | 22  | alla terza fase, gruppo G |
| 4. | Samara            | 14 | 7  | 7  | 70,1 | 76,7 | 21  | alla terza fase, gruppo G |
| 5. | Lokomotiv Kuban'  | 14 | 7  | 7  | 81,6 | 80,6 | 21  | alla terza fase, gruppo D |
| 6. | Šachtër Irkutsk   | 14 | 5  | 9  | 80,1 | 85,7 | 19  | alla terza fase, gruppo D |
| 7. | Kredo Universitet | 14 | 4  | 10 | 70,1 | 86,7 | 18  | alla terza fase, gruppo D |
| 8. | Lok. Novosibirsk  | 14 | 3  | 11 | 75,6 | 88,0 | 17  | alla terza fase, gruppo D |

##### Gruppo B
|    | Squadra              | G  | V  | P  | PF   | PS   | Pt. | Qualificazione            |
| -- | -------------------- | -- | -- | -- | ---- | ---- | --- | ------------------------- |
| 1. | Avtodor Saratov      | 14 | 13 | 1  | 94,1 | 74,6 | 27  | alla terza fase, gruppo D |
| 2. | Sptk. S. Pietroburgo | 14 | 11 | 3  | 93,0 | 77,4 | 25  | alla terza fase, gruppo D |
| 3. | Chimki               | 14 | 9  | 5  | 82,1 | 79,0 | 23  | alla terza fase, gruppo D |
| 4. | Arsenal Tula         | 14 | 8  | 6  | 77,2 | 76,6 | 22  | alla terza fase, gruppo D |
| 5. | Ural Ekaterinburg    | 14 | 6  | 8  | 83,1 | 88,6 | 20  | alla terza fase, gruppo E |
| 6. | Sacha Jakutsk        | 14 | 4  | 10 | 81,7 | 86,7 | 18  | alla terza fase, gruppo E |
| 7. | Enisey Krasnojarsk   | 14 | 3  | 11 | 77,9 | 90,4 | 17  | alla terza fase, gruppo E |
| 8. | Universal Tomsk      | 14 | 2  | 12 | 80,2 | 94,8 | 16  | alla terza fase, gruppo E |

##### Gruppo V
|    | Squadra       | G | V | P | PF   | PS   | Pt. | Qualificazione            |
| -- | ------------- | - | - | - | ---- | ---- | --- | ------------------------- |
| 1. | Spartak Mosca | 4 | 3 | 1 | 83,8 | 76,5 | 7   | alla terza fase, gruppo E |
| 2. | Dinamo Mosca  | 4 | 3 | 1 | 83,8 | 83,5 | 7   | alla terza fase, gruppo E |
| 3. | Staryj Sobol' | 4 | 0 | 4 | 74,5 | 82,0 | 4   | alla terza fase, gruppo E |

#### Terza fase

##### Gruppo G
|    | Squadra          | G  | V  | P  | PF   | PS   | Pt. | Qualificazione |
| -- | ---------------- | -- | -- | -- | ---- | ---- | --- | -------------- |
| 1. | CSKA Mosca       | 20 | 19 | 1  | 91,7 | 70,8 | 39  | playoff        |
| 2. | Ural Great Perm' | 20 | 13 | 7  | 82,9 | 73,0 | 33  | playoff        |
| 3. | Lokomotiv Kazan' | 20 | 10 | 10 | 83,5 | 80,8 | 30  | playoff        |
| 4. | Samara           | 20 | 7  | 13 | 70,8 | 82,3 | 27  | playoff        |

##### Gruppo D
|     | Squadra              | G  | V  | P  | PF   | PS   | Pt. | Qualificazione |
| --- | -------------------- | -- | -- | -- | ---- | ---- | --- | -------------- |
| 5.  | Lokomotiv Kuban'     | 14 | 12 | 2  | 88,5 | 71,8 | 26  | playoff        |
| 6.  | Sptk. S. Pietroburgo | 14 | 11 | 3  | 85,4 | 73,9 | 25  | playoff        |
| 7.  | Šachtër Irkutsk      | 14 | 8  | 6  | 83,3 | 78,8 | 22  | playoff        |
| 8.  | Avtodor Saratov      | 14 | 8  | 6  | 80,8 | 77,5 | 22  | playoff        |
| 9.  | Chimki               | 14 | 6  | 8  | 76,0 | 81,8 | 20  |                |
| 10. | Kredo Universitet    | 14 | 5  | 9  | 77,4 | 84,7 | 19  |                |
| 11. | Arsenal Tula         | 14 | 4  | 10 | 73,3 | 85,1 | 18  | retrocesse     |
| 12. | Lok. Novosibirsk     | 14 | 2  | 12 | 77,9 | 87,3 | 16  | retrocesse     |

##### Gruppo E
|     | Squadra            | G  | V | P | PF   | PS   | Pt. | Qualificazione |
| --- | ------------------ | -- | - | - | ---- | ---- | --- | -------------- |
| 13. | Sacha Jakutsk      | 12 | 7 | 5 | 83,0 | 77,0 | 19  | retrocesse     |
| 14. | Ural Ekaterinburg  | 12 | 7 | 5 | 82,8 | 77,5 | 19  | retrocesse     |
| 15. | Enisey Krasnojarsk | 12 | 7 | 5 | 84,4 | 81,3 | 19  | retrocesse     |
| 16. | Dinamo Mosca       | 12 | 7 | 5 | 80,1 | 83,3 | 19  | retrocesse     |
| 17. | Spartak Mosca      | 12 | 7 | 5 | 80,1 | 82,9 | 19  | retrocesse     |
| 18. | Universal Tomsk    | 12 | 4 | 8 | 84,0 | 87,3 | 16  | retrocesse     |
| 19. | Staryj Sobol'      | 12 | 3 | 9 | 69,5 | 75,4 | 15  | retrocesse     |

## Playoff
|  | Quarti di finale     | Quarti di finale |                  |                  | Semifinali                | Semifinali                |  |  | Finale | Finale |
|  |                      |                  |                  |                  |                           |                           |  |  |        |        |
|  |                      |                  |                  |                  |                           |                           |  |  |        |        |
|  |                      |                  |                  |                  |                           |                           |  |  |        |        |
|  | CSKA Mosca           | 2                |                  |                  |                           |                           |  |  |        |        |
|  | CSKA Mosca           | 2                |                  |                  |                           |                           |  |  |        |        |
|  | Avtodor Saratov      | 0                |                  |                  |                           |                           |  |  |        |        |
|  | Avtodor Saratov      | 0                | CSKA Mosca       | 2                |                           |                           |  |  |        |        |
|  |                      |                  | CSKA Mosca       | 2                |                           |                           |  |  |        |        |
|  |                      | Lokomotiv Kuban' | 0                |                  |                           |                           |  |  |        |        |
|  | Samara               | Lokomotiv Kuban' | 0                | 0                |                           |                           |  |  |        |        |
|  | Samara               |                  |                  | 0                |                           |                           |  |  |        |        |
|  | Lokomotiv Kuban'     | 2                |                  |                  |                           |                           |  |  |        |        |
|  | Lokomotiv Kuban'     | 2                | CSKA Mosca       | 3                |                           |                           |  |  |        |        |
|  |                      |                  | CSKA Mosca       | 3                |                           |                           |  |  |        |        |
|  |                      | Ural Great Perm' | 0                |                  |                           |                           |  |  |        |        |
|  | Ural Great Perm'     | Ural Great Perm' | 0                | 2                |                           |                           |  |  |        |        |
|  | Ural Great Perm'     |                  |                  | 2                |                           |                           |  |  |        |        |
|  | Šachtër Irkutsk      | 1                |                  |                  |                           |                           |  |  |        |        |
|  | Šachtër Irkutsk      | 1                | Ural Great Perm' | 2                | Finale per il terzo posto | Finale per il terzo posto |  |  |        |        |
|  |                      |                  | Ural Great Perm' | 2                | Finale per il terzo posto | Finale per il terzo posto |  |  |        |        |
|  |                      | Lokomotiv Kazan' | 0                |                  |                           |                           |  |  |        |        |
|  | Lokomotiv Kazan'     | Lokomotiv Kazan' | 0                | 2                | Lokomotiv Kazan'          | 3                         |  |  |        |        |
|  | Lokomotiv Kazan'     |                  |                  | 2                | Lokomotiv Kazan'          | 3                         |  |  |        |        |
|  | Sptk. S. Pietroburgo | 1                |                  | Lokomotiv Kuban' | 2                         |                           |  |  |        |        |
|  | Sptk. S. Pietroburgo | 1                |                  |                  | 2                         |                           |  |  |        |        |
|  |                      |                  |                  |                  |                           |                           |  |  |        |        |
|  |                      |                  |                  |                  |                           |                           |  |  |        |        |

### Poule piazzamento
|  |    | Squadra                 | G | V | P | Pt |
|  | -- | ----------------------- | - | - | - | -- |
|  | 1. | Spartak San Pietroburgo | 3 | 3 | 0 | 6  |
|  | 2. | Avtodor Saratov         | 3 | 2 | 1 | 5  |
|  | 3. | Samara                  | 3 | 1 | 2 | 4  |
|  | 4. | Šachtër Irkutsk         | 3 | 0 | 3 | 3  |

| Superliga 1999-2000  |
| -------------------- |
| CSKA Mosca 9º titolo |

## Formazione vincitrice
| N° | Naz.                | Ruolo | Sportivo           |  | Alt. |  |
| -- | ------------------- | ----- | ------------------ |  | ---- |  |
|    | Russia (bandiera)   | A     | Andrej Kirilenko   |  | 209  |  |
|    | Croazia (bandiera)  | P     | Vladan Alanović    |  | 194  |  |
|    | Lituania (bandiera) | AC    | Gintaras Einikis   |  | 208  |  |
|    | Russia (bandiera)   | P     | Vasilij Karasëv    |  | 193  |  |
|    | Lettonia (bandiera) | GA    | Gundars Vētra      |  | 198  |  |
|    | Russia (bandiera)   |       | Valeri Daineko     |  |      |  |
|    | Russia (bandiera)   | G     | Dmitrij Domani     |  | 200  |  |
|    | Russia (bandiera)   | G     | Igor' Kudelin      |  | 195  |  |
|    | Russia (bandiera)   | A     | Sergej Panov       |  | 205  |  |
|    | Russia (bandiera)   |       | Aleksej Savkov     |  |      |  |
|    | Russia (bandiera)   |       | Aleksej Shitikov   |  |      |  |
|    | Croazia (bandiera)  | C     | Mate Skelin        |  | 215  |  |
|    | Russia (bandiera)   | A     | Valerij Tichonenko |  | 207  |  |
|    | Russia (bandiera)   |       | Jadgar Karimov     |  |      |  |
|    | Russia (bandiera)   |       | Anton Iagodin      |  |      |  |
|    | Russia (bandiera)   |       | Sergej Pankratov   |  |      |  |
|    | Russia (bandiera)   |       | Aleksej Smirnov    |  |      |  |
|    | Russia (bandiera)   |       | Artem Ogurtsov     |  |      |  |
|    | Russia (bandiera)   |       | Konstantin Fomin   |  |      |  |
|    | Russia (bandiera)   |       | Sergey Gavrioushin |  |      |  |
|    | Russia (bandiera)   | All.  | Stanislav Erëmin   |  |      |  |